# Adolf
Adolf är ett mansnamn av tyskt ursprung, kortform Alf. Namnet är sammansatt av de gamla tyska orden adal 'ädel' och wolf 'varg'. Den franska formen är Adolphe, den spanska och italienska Adolfo och den engelska Adolph. Äldsta belägget i Sverige är från år 1594. 
Namnsdag i Sverige: 23 juni. I den finlandssvenska namnsdagslängden har Adolf namnsdag 23 juni sedan starten 1929, då en egen namnsdagskalender togs i bruk för finlandssvenskar.

## Sverige
Förnamnet var mycket populärt i Sverige under 1800-talet. Namnet har sedan andra världskriget tappat betydligt i popularitet. Den 3 juni 2018 fanns det totalt 2 322 personer i Sverige med namnet Adolf, varav 185 med det som tilltalsnamn.

## Personer med namnet Adolf

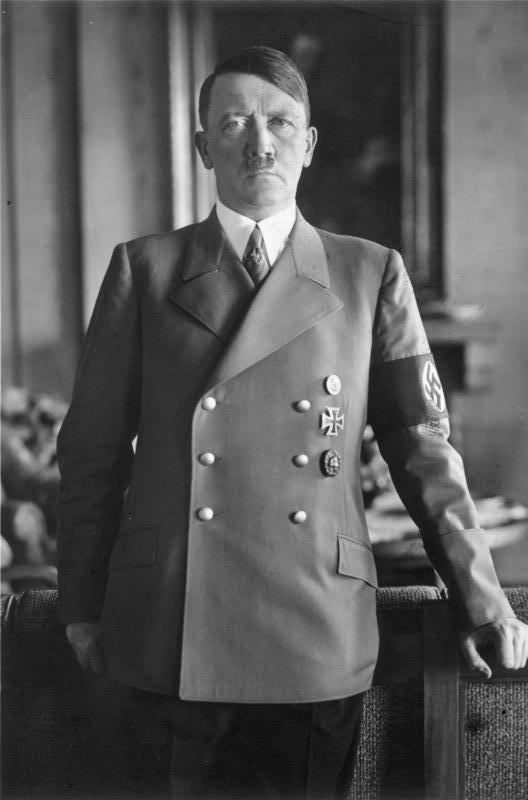
Tysklands rikskansler Adolf Hitler.

- Adolf, dansk prins 1526 och tysk furste (Holstein-Gottorp)
- Adolf, luxemburgsk storhertig 1890, född tysk furste (Nassau)
- Adolf I av Schaumburg-Lippe, furste av Schaumburg-Lippe 1860
- Adolf av Schaumburg-Lippe, prins av Schaumburg-Lippe
- Adolf Fredrik, svensk kung 1751, född tysk furste (Holstein-Gottorp) av ätten Oldenburg
- Adolf Johan, svensk prins 1654 de facto som bror till kung Karl X Gustav
- Fredrik Adolf, svensk prins 1750, son till kung Adolf Fredrik
- Gustav II Adolf, svensk kung 1611
- Gustav IV Adolf, svensk kung 1792
- Gustaf VI Adolf, svensk kung 1950
- Gustaf Adolf (1906-1947), svensk prins
- Adolphe Adam, fransk kompositör, psalmförfattare
- Adolf von Baeyer, tysk kemist, nobelpristagare 1905
- Adolf Bergman, svensk idrottare
- Adolf Brand, tysk författare, individ anarkist samt förkämpe och aktivist för acceptans av manlig homosexualitet
- Adolf Busch, tysk violinist
- Adolf Butenandt, tysk biokemist, nobelpristagare 1939
- Adolfo Consolini, italiensk friidrottare, OS-guld 1948
- Adolf Wilhelm Edelsvärd, svensk arkitekt, officer och fortifikationsingenjör
- Adolf Eichmann, tysk SS-officer
- Adolf von Harnack, tysk teolog
- Sven Adolf Hedlund, svensk publicist, riksdagsman
- Adolf von Hildebrand, tysk skulptör
- Adolf Hitler, tysk rikskansler, führer, och statschef, samt diktator 1933–1945
- Jacob Adolf Hägg, svensk tonsättare
- Adolf Jahr, svensk skådespelare
- Adolf Joffe, sovjetisk politiker och diplomat
- Adolf Fredrik Lindblad, svensk kompositör
- Adolf Lindfors, finländsk brottare, OS-guld 1920
- Adolf Lundin, svensk företagsledare och entreprenör inom olje- och gasindustrin
- Adolf Emil Melander, svensk arkitekt
- Adolf Fredrik Munck, svensk hovman (bl.a. hovstallmästare)
- Adolf Erik Nordenskiöld, finlandssvensk polarforskare och ledamot av Sveriges riksdag och Svenska Akademien
- Adolf Noreen, svensk språkforskare, ledamot av Svenska Akademien
- Adolph Phalén, svensk filosof
- Adolf Pira, svensk zoolog
- Gustaf Adolf Reuterholm, svensk statsman
- Adolf Ludvig Ribbing, svensk greve, politiker
- Adolf Eugène von Rosen, svensk greve, järnvägsbyggare
- Adolf Schück, svensk historiker och förste bibliotekarie vid Riksantikvarieämbetet
- Adolf Schärf, österrikisk politiker, förbundspresident 1957-1965
- Adolfo Suárez, spansk politiker, Spaniens premiärminister 1976-1981
- Adolphe Thiers, fransk president 1871-1873
- Adolph Tidemand, norsk målare
- Adolf Ulrik Wertmüller, svensk konstnär
- Gustav Adolf Widell, svensk jurist och landshövding
- Adolf Wiklund, svensk dirigent och kompositör
- Adolf Wölfli, schweizisk konstnär, författare och kompositör

## Litterära personer med namnet Adolf
- Adolf, en sjuklig målare i August Strindbergs drama Fordringsägare från 1888.[3]
- Adolf Axner, huvudpersonen i August Blanches roman Flickan i Stadsgården.[4]